# Zimowa Uniwersjada 1989

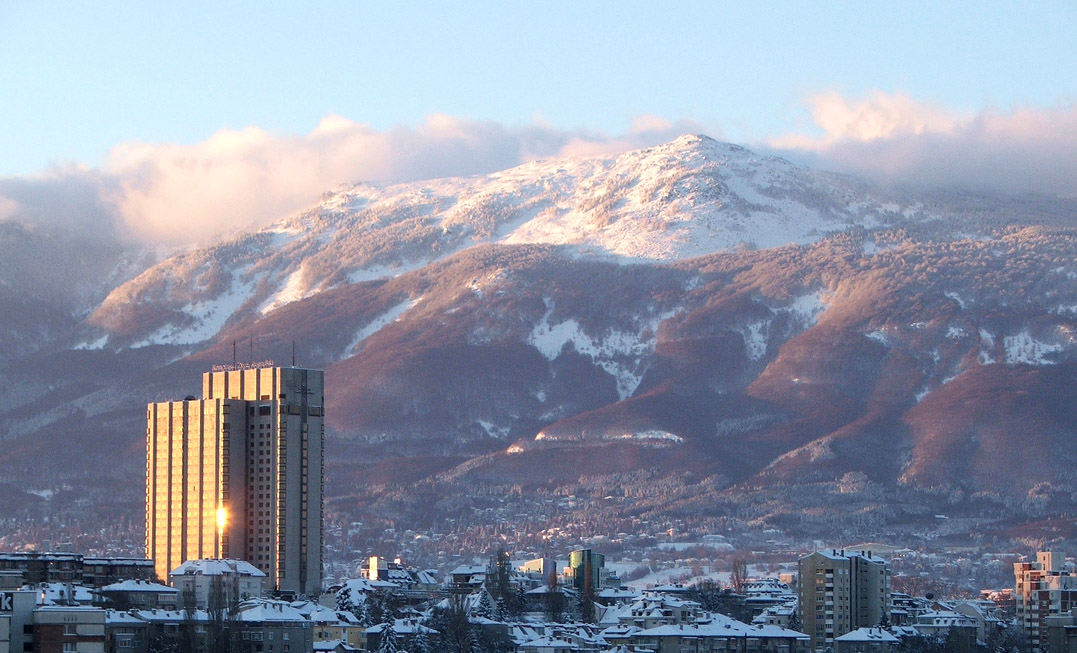
Sofia

14. Zimowa Uniwersjada – międzynarodowe zawody sportowców-studentów, które odbyły się w stolicy Bułgarii – Sofii. Impreza została zorganizowana między 2 a 12 marca 1989 roku. Nad organizacją zawodów czuwała Fédération Internationale du Sport Universitaire.

## Dyscypliny

### Hokej na lodzie
Medaliści turnieju hokeja na lodzie:
| Złoto | Srebro | Brąz |
| ZSRR | Czechosłowacja | Finlandia |
| Andrus Ahi Siergiej Buszmieniow Andriej Fuks Rinat Gimajew Siergiej Jełakow Władimir Jełowikow Anatolij Jemielin Aleksandr Kamienski Jewgienij Kurnakow Andriej Martiemjanow (k) Aleksiej Maryin Igor Muchanow Aleksandr Nikołajew Jurij Nikonow Konstantin Połozow Igor Ryżych Rusłan Sulejmanow Artur Sułtanow Igor Ulszyn Pawieł Wieliżanin Igor Żylinski Trenerzy: Nikołaj Karpow Siergiej Michalow | Michal Horacek Vladimir Hosták Jan Jasicek Marius Konstantinidis Petr Konzal Richard Král Dusan Kralik Miroslav Kukla Martin Lokajicek Radek Novak Zdeněk Orct Karol Rusznyak Daniel Stancek Ludek Stehlik Jiří Sup Robert Svoboda Roman Sykora Petr Tejkl Tomáš Vašíček Patrik Weber Petr Zachar | P. Diuvba Marko Ek Hämäläinen Olli Heimonen Teppo Hiekkaranta Matti Hokka Holtari Yuri Ikkinen Harri Julija Juha Kojo M. Lentovirta Lindroos Janne Muhonen Lauri Poutano F. Rautanen Tommi Takanen Olli Tuohimaa Pasi Tuohimaa Jyrki Viahatalo Timo Virenius Trener: Arto-Kalevi Koivisto |

## Polskie medale
Reprezentanci Polski zdobyli 2 medale. Wynik ten dał polskiej drużynie 14. miejsce w klasyfikacji medalowej.

### Srebro
- Katarzyna Popieluch, Jolanta Bieniek, Michalina Maciuszek[3] – narciarstwo klasyczne, sztafeta 3 × 5 km
- Jarosław Mądry – narciarstwo klasyczne, skoki narciarskie, indywidualnie

## Klasyfikacja medalowa
| Klasyfikacja medalowa | Klasyfikacja medalowa | Klasyfikacja medalowa | Klasyfikacja medalowa | Klasyfikacja medalowa | Klasyfikacja medalowa |
| --------------------- | --------------------- | --------------------- | --------------------- | --------------------- | --------------------- |
| Miejsce               | Reprezentacja         | Złoto                 | Srebro                | Brąz                  | Razem                 |
| 1                     | ZSRR                  | 10                    | 10                    | 10                    | 30                    |
| 2                     | Czechosłowacja        | 7                     | 6                     | 2                     | 15                    |
| 3                     | Chiny                 | 5                     | 2                     | 6                     | 13                    |
| 4                     | Korea Południowa      | 4                     | 3                     | 2                     | 9                     |
| 5                     | Jugosławia            | 3                     | 1                     | 0                     | 4                     |
| 6                     | NRD                   | 3                     | 0                     | 0                     | 3                     |
| 7                     | Włochy                | 2                     | 3                     | 1                     | 6                     |
| 8                     | Japonia               | 2                     | 1                     | 3                     | 6                     |
| 9                     | Bułgaria              | 1                     | 3                     | 0                     | 4                     |
| 10                    | Austria               | 1                     | 2                     | 1                     | 4                     |
| 11                    | RFN                   | 1                     | 0                     | 3                     | 4                     |
| 12                    | Francja               | 1                     | 0                     | 0                     | 1                     |
| 13                    | Stany Zjednoczone     | 0                     | 5                     | 8                     | 13                    |
| 14                    | Polska                | 0                     | 2                     | 0                     | 2                     |
| 15                    | Korea Północna        | 0                     | 1                     | 1                     | 2                     |
| 16                    | Szwajcaria            | 0                     | 1                     | 1                     | 2                     |
| 17                    | Finlandia             | 0                     | 0                     | 1                     | 1                     |
| 18                    | Szwecja               | 0                     | 0                     | 1                     | 1                     |